# Zaza (Rwanda)
Pour les articles homonymes, voir Zaza.
Zaza est une localité au Rwanda établie dans le district de Ngoma de la Province de l'Est.

## Géographie
Zaza est située à l'est du lac Mugesera et à environ seize kilomètres à l'ouest de Kibungo.

## Histoire
Les pères blancs fondent une mission à Zaza en janvier 1902, où ils enseignent à la population locale la lecture, l'écriture et l'Évangile. De nombreux travailleurs locaux sont recrutés pour aider à la construction de la mission, provoquant des frictions avec les notables locaux. Au début, les prêtres n'étaient pas particulièrement sélectifs dans le baptême des gens. Après que plusieurs centaines eurent été baptisés, Mgr Jean-Joseph Hirth lors d'une visite à Zara en 1905 demande de « baptiser moins mais de meilleure qualité » et déclare désirer un meilleur catéchuménat.
Plus tard, les sœurs carmélites fondent un monastère à Zara. Elles adoptent les coutumes locales, et, en 1967, elles quittent le bâtiment du monastère, construisent des huttes dans le style local et commencent à subvenir à leurs besoins grâce à l'agriculture.

## Personnalités liées à la ville
Zaza est le lieu de naissance d'Aloys Bigirumwami, le premier Rwandais à devenir évêque.